# Microlepia kurzii
Microlepia kurzii là một loài thực vật có mạch trong họ Dennstaedtiaceae. Loài này được (C.B. Clarke) Bedd. miêu tả khoa học đầu tiên năm 1883.